# Горішні Юруці
Горішні Юру́ці (болг. Горни Юруци) — село в Кирджалійській області Болгарії. Входить до складу общини Крумовград.

## Населення
За даними перепису населення 2011 року у селі проживали 77 осіб, з них 26 осіб (92,9%) — болгари.
Розподіл населення за віком у 2011 році:
Динаміка населення: